# Conotrachelus
Genre
Conotrachelus est un genre d'insectes coléoptères de la sous-famille des Molytinae et de la tribu des Conotrachelini. 

## Liste des espèces
Conotrachelus adspersus -  Conotrachelus affinis -  Conotrachelus albicinctus -  Conotrachelus anaglypticus -  Conotrachelus aratus -  Conotrachelus arizonicus -  Conotrachelus asperatus -  Conotrachelus belfragei -  Conotrachelus biscaynensis -  Conotrachelus buchanani -  Conotrachelus cameronensis -  Conotrachelus carinifer -  Conotrachelus carolinensis -  Conotrachelus cognatus -  Conotrachelus compositus -  Conotrachelus confinis -  Conotrachelus conotracheloides -  Conotrachelus corni -  Conotrachelus coronatus -  Conotrachelus crataegi -  Conotrachelus cristatus -  Conotrachelus duplex -  Conotrachelus ecarinatus -  Conotrachelus echinatus -  Conotrachelus elegans -  Conotrachelus erinaceus -  Conotrachelus falli -  Conotrachelus fissunguis -  Conotrachelus floridanus -  Conotrachelus geminatus -  Conotrachelus hayesi -  Conotrachelus hicoriae -  Conotrachelus integer -  Conotrachelus invadens -  Conotrachelus iowensis -  Conotrachelus juglandis -  Conotrachelus leucophaetus -  Conotrachelus lucanus -  Conotrachelus maritimus -  Conotrachelus naso -  Conotrachelus nenuphar -  Conotrachelus neomexicanus -  Conotrachelus nigromaculatus -  Conotrachelus nivosus -  Conotrachelus obesulus -  Conotrachelus pecanae -  Conotrachelus posticatus -  Conotrachelus pusillus -  Conotrachelus recessus -  Conotrachelus retentus -  Conotrachelus retusus -  Conotrachelus rotundus -  Conotrachelus rubescens -  Conotrachelus schoofi -  Conotrachelus seniculus -  Conotrachelus serpentinus -  Conotrachelus setiferous -  Conotrachelus similis -  Conotrachelus texanus -  Conotrachelus tuberculicollis -  Conotrachelus tuberosus